# Banco Europeo de Finanzas
El Banco Europeo de Finanzas (BEF) es un banco español participado al 100% por Unicaja Banco. Tiene su sede central en Málaga. Fue fundado en 2007 por varias cajas de ahorros andaluzas.
Las actividades del BEF eran la financiación corporativa y de grandes proyectos de inversión e infraestructuras, gestionar participaciones industriales, proyectos de interés común y gestión de cobros y pagos centralizados y de tesorería de administraciones andaluzas. En los últimos años, no tiene apenas actividad.
El 30 de julio de 2024 se anunció que el banco andorrano MoraBanc había llegado a un acuerdo para la compra de la ficha bancaria de BEF a Unicaja Banco por unos 40 millones de euros.

## Historia
El Banco Europeo de Finanzas (BEF) tiene su origen en un banco privado que comenzó su andadura a finales de los 80 y que era participado en solitario por Unicaja. Con la intención de aunar los intereses de las cajas de ahorros andaluzas, en 2007 se constituyó un nuevo Consejo de Administración, siendo nombrado presidente, Braulio Medel Cámara, presidente de Unicaja, y vicepresidente, Santiago Gómez Sierra, presidente de Cajasur. El consejo de administración se constituyó con los presidentes de las entidades, los directores generales de cuatro de ellas, con excepción del director general de la Caja de Jaén, y los vicepresidentes primero y segundo de Unicaja. El capital social del banco comenzó distribuido de la siguiente forma: Unicaja: 33%, CajaSur: 16,5%, El Monte de Piedad: 16,5%, Caja San Fernando: 16,5%, Caja Granada: 16,5%, y Caja de Jaén: 1%.
El 27 de septiembre de 2010, el presidente de Caja Granada, Antonio Jara, fue elegido presidente de la entidad. Para entonces, tras la fusión de El Monte de Piedad con Caja San Fernando, y la adquisición de Caja de Jaén por Unicaja, las participaciones se habían acumulado de la siguiente manera: Unicaja: 34%, Cajasol: 33%, y CajaSur y Caja Granada con un 16,5% cada una.
En 2012, el vicepresidente ejecutivo de Unicaja Banco, Manuel Atencia, fue elegido como nuevo presidente.
En noviembre de 2013, se anunció que la Junta de Andalucía planteaba la compra del Banco Europeo de Finanzas (BEF) (propiedad de Unicaja Banco con un 40,7% del capital; de CaixaBank, con un 39,5%; y de Banco Mare Nostrum (BMN), con un 19,8%) para tener ficha bancaria y dotarse de un banco público como instrumento para mejorar la financiación de la economía regional en respuesta a lo que considera una insuficiente actuación de la banca privada tradicional. Sin embargo. días más tarde, el gobierno andaluz confirmó que no tenía prevista dicha compra.
Sobre BEF llegó a girar todo un proyecto financiero andaluz amparado por las ya desaparecidas cajas de ahorros y por el Gobierno de esta comunidad autónoma, y que chocó inicialmente con las reticencias del Banco de España. La Junta de Andalucía siempre había soñado con la creación de una gran caja de ahorros regional o con la creación de un banco que incluyese todas las hasta hace menos de una década numerosas participaciones industriales que tenían en sus carteras las entidades de ahorro. Pero todo quedó en un proyecto, ya que los presidentes de las diferentes cajas andaluzas no lograron ponerse de acuerdo, ni tampoco lograron que el proyecto del banco fructificase, a lo que se unió la crisis financiera.
El 15 de noviembre de 2017, se anunció que Unicaja Banco iba a tomar el control en solitario del Banco Europeo de Finanzas (BEF), del que tenía el 40,72% de su capital. La entidad malagueña facilitó la salida de CaixaBank y Banco Mare Nostrum (BMN), que hederaron la condicción de accionistas de Cajasol y Caja Granada, respectivamente. Cajasur, que era el cuarto accionista, ya salió en 2011 cuando fue comprada por BBK y sus acciones se repartieron proporcionalmente entre los restantes. La fórmula elegida para materializar la salida de CaixaBank y Banco Mare Nostrum (BMN) fue una reducción de capital, mediante la amortización de sus acciones y la recuperación del dinero aportado.
El 14 de mayo de 2021 se anunció que la boutique de inversión Beka Finance estaba ultimando la compra de la ficha bancaria de BEF, entidad sin prácticamente actividad, a Unicaja Banco.
El 30 de julio de 2024 se anunció que el banco andorrano MoraBanc había llegado a un acuerdo para la compra de la ficha bancaria de BEF a Unicaja Banco por unos 40 millones de euros.